# Dianthus kusnezovii
Dianthus kusnezovii är en nejlikväxtart som beskrevs av Marcovicz. Dianthus kusnezovii ingår i släktet nejlikor, och familjen nejlikväxter. Inga underarter finns listade i Catalogue of Life.